# The California Takeover
The California Takeover... Live är ett live- och samlingsalbum av de tre amerikanska hardcore-grupperna Earth Crisis, Snapcase och Strife, utgivet 1996. Skivan utgavs både på CD och LP av Victory Records.

## Låtlista
Strife: spår 1, 6, 8 och 11, Snapcase: spår 2, 4, 7, 10, Earth Crisis: spår 3, 5, 9, 12.

### Originalversion
| Nr  | Titel                 | Längd |
| --- | --------------------- | ----- |
| 1.  | To an End             | 2:19  |
| 2.  | Filter                | 2:22  |
| 3.  | Inherit the Wasteland | 2:45  |
| 4.  | Windows               | 2:14  |
| 5.  | Ecocide               | 3:03  |
| 6.  | The Essence           | 2:32  |
| 7.  | Incarnation           | 3:00  |
| 8.  | Lift                  | 4:07  |
| 9.  | Forced March          | 3:50  |
| 10. | Steps                 | 2:55  |
| 11. | Calm the Fire         | 3:16  |
| 12. | Firestorm             | 4:02  |

### LP-versionen
A
| Nr | Titel                 | Längd |
| -- | --------------------- | ----- |
| 1. | To an End             | 2:19  |
| 2. | Filter                | 2:22  |
| 3. | Inherit the Wasteland | 2:45  |
| 4. | Windows               | 2:14  |
| 5. | Ecocide               | 3:03  |
| 6. | The Essence           | 2:32  |

B
| Nr  | Titel         | Längd |
| --- | ------------- | ----- |
| 7.  | Incarnation   | 3:00  |
| 8.  | Lift          | 4:07  |
| 9.  | Forced March  | 3:50  |
| 10. | Steps         | 2:55  |
| 11. | Calm the Fire | 3:16  |
| 12. | Firestorm     | 4:02  |

## Medverkande
- Tony Victory – gästsång på "The Essence"

### Fotnoter
1. 1 2  ”The California Takeover... Live”. Discogs.com. http://www.discogs.com/Earth-Crisis--Snapcase--Strife-The-California-Takeover-Live/master/64058. Läst 5 januari 2013.